# Kaspars Ozers
Kaspars Ozers (ur. 15 września 1968 w Tukums) – łotewski kolarz szosowy, srebrny medalista mistrzostw świata w kategorii amatorów.

## Kariera
Największy sukces w karierze Kaspars Ozers osiągnął w 1993 roku, kiedy zdobył srebrny medal w wyścigu ze startu wspólnego amatorów podczas mistrzostw świata w Oslo. W zawodach tych wyprzedził go jedynie Niemiec Jan Ullrich, a trzecie miejsce zajął Czech Lubor Tesař. Był to jednak jedyny medal wywalczony przez Ozersa na międzynarodowej imprezie tej rangi. Ponadto w 1999 roku wygrał amerykański First Union Grand Prix, a w 1995 roku zajął trzecie miejsce w klasyfikacji generalnej Post Danmark Rundt. W 1996 roku wystartował w wyścigu ze startu wspólnego na igrzyskach olimpijskich w Atlancie, kończąc rywalizację na 22. pozycji. Dwukrotnie startował w Tour de France, ale nigdy go nie ukończył. W 1995 roku wystąpił także we Vuelta a España, zajmując 101. miejsce.